# Aiacciu
Aiacciu o, preferiblement segons l'IEC, Ajaccio (en cors, Aiacciu o Aghjacciu; en francès i oficialment, Ajaccio) és la capital del departament francès de Còrsega del Sud, i de la regió de Còrsega. És situada al golf d'Aiacciu, obert entre la punta de la Parata i el cap de Muru.

## Clima
Aiacciu té un clima mediterrani. La temperatura mitjana anual és de 15,1 °C, essent la temperatura mitjana de gener de 8,9 °C i la d'agost de 22,8 °C. La pluviometria mitjana anual és de 639 litres amb el mínim de pluja a l'estiu.

## Demografia
| 1910   | 1930   | 1954   | 1962   | 1968   | 1975   | 1982   | 1990   | 1999   |
| ------ | ------ | ------ | ------ | ------ | ------ | ------ | ------ | ------ |
| 21.458 | 23.750 | 31.342 | 33.642 | 43.438 | 49.065 | 54.089 | 58.949 | 52.880 |

## Economia
És un important centre comercial, turístic i administratiu al sud de l'illa. El seu port, vorejat de turons i dominat per la ciutadella construïda el 1554, és el principal de l'illa. A l'oest de la ciutat vella s'estenen els barris residencials i turístics. La pesca de sardines i la construcció de barques, juntament amb l'agricultura (oliveres, tabac, castanyers, vinya amb denominació d'origen AOC Aiacciu) constitueixen les principals activitats de la població. A uns 7 km de la ciutat es troba l'aeroport internacional de Campu dell'Oru.

## Història
La ciutat antiga, anomenada Adiacium, situada a uns 1.500 m de l'actual, es troba documentada a partir de l'any 601. Fou víctima d'incursions sarraïnes als segles ix, x i xi. Pertangué als pisans i als genovesos. El 1274 fou ocupada per Carles d'Anjou. El rei català Martí I l'Humà hi desembarcà per reforçar els llaços amb els seus partidaris. La ciutat actual fou bastida pels genovesos el 1492 i la poblaren amb cent famílies lígur. Els francesos l'ocuparen del 1553 al 1559 i en fortificaren el port. Tornà al poder dels francesos el 1768 i l'any següent hi va néixer Napoleó Bonaparte. La ciutat esdevingué capital del departament de Liamone el 1796 i capital de l'illa el 1811, quan aquesta fou reunida en un sol departament. Durant la Segona Guerra Mundial fou ocupada pels italians al novembre del 1942 i reconquerida pels francesos al setembre del 1943.

## Administració
| Període   | Identitat       | Partit | Qualitat |
| --------- | --------------- | ------ | -------- |
| 1964-1975 | Pascal Rossini  | CCB    |          |
| 1975-1994 | Charles Ornano  | CCB    |          |
| 1994-2001 | Marc Mancangeli | CCB    |          |
| 2001-     | Simon Renucci   | CSD    |          |

## Llocs d'interès
- La ciutadella del segle xvi està situada sobre el port al barri vell genovès. Avui és una zona militar i no es pot visitar.
- El barri genovès és un conjunt de carrers estrets orientats cap a la ciutadella i el mar. El centre d'Aiacciu és a la plaça Foch on hi ha l'ajuntament.
- Nôtre Dame de la Miséricorde és la catedral d'Aiacciu situada al barri genovès. És d'estil renaixentista venecià amb marbres policromats a l'interior.
- El museu Bonaparte és a la casa de la família Bonaparte, on va néixer Napoleó. A més, a l'ajuntament hi ha el museu Napoléonien amb pintures i objectes relacionats amb Napoleó i la seva família.
- El museu Fesch està situat en un palau construït per l'oncle de Napoleó que va fer una important donació. Té la col·lecció de pintura italiana més important de França després del Louvre, a més d'obres espanyoles, franceses i neerlandeses.
- La Parata segueix el litoral del golf d'Ajaccio cap a l'oest, ple de platges de sorra, fins a la punta de la Parata, un cap de roca granítica amb les illes Sanguinàries al seu davant. Les illes reben el nom pel color rogenc que tenen a la posta de sol.
- Estadi François-Coty inaugurat el 1910.

## Galeria d'imatges

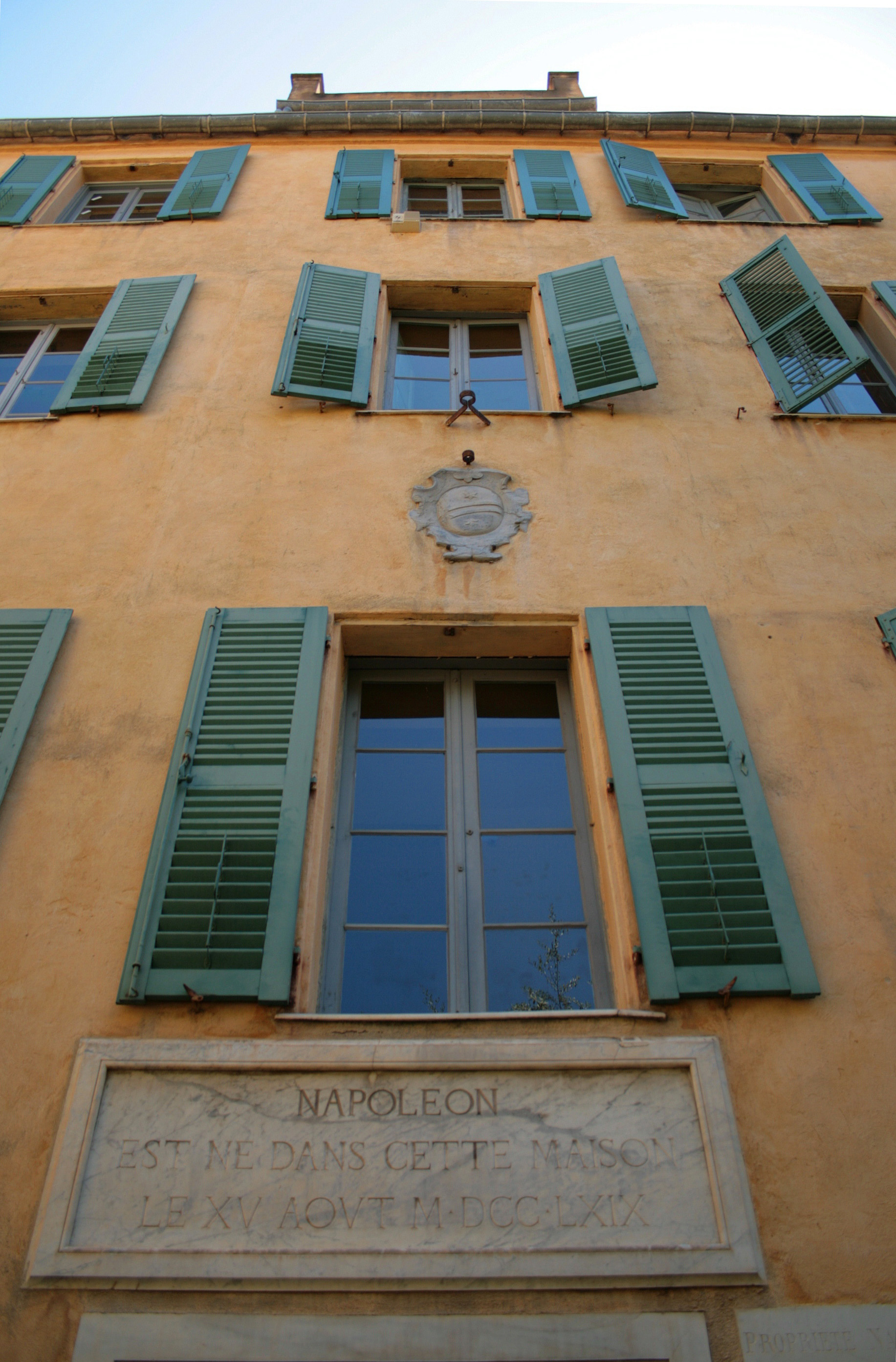
Casa Bonaparte
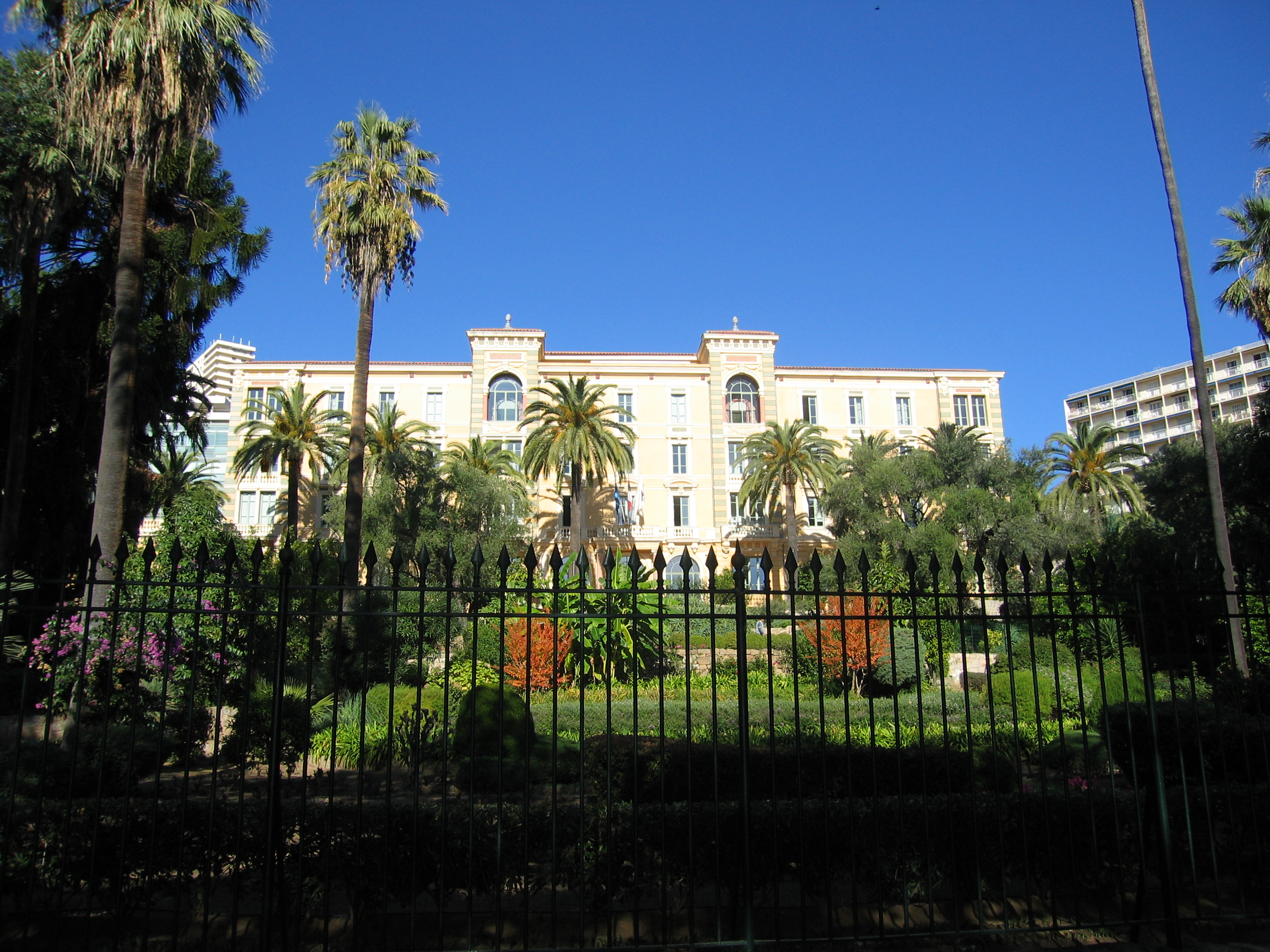
ExGran Hotel Continental (seu de la Collectivité territoriale de Corse)
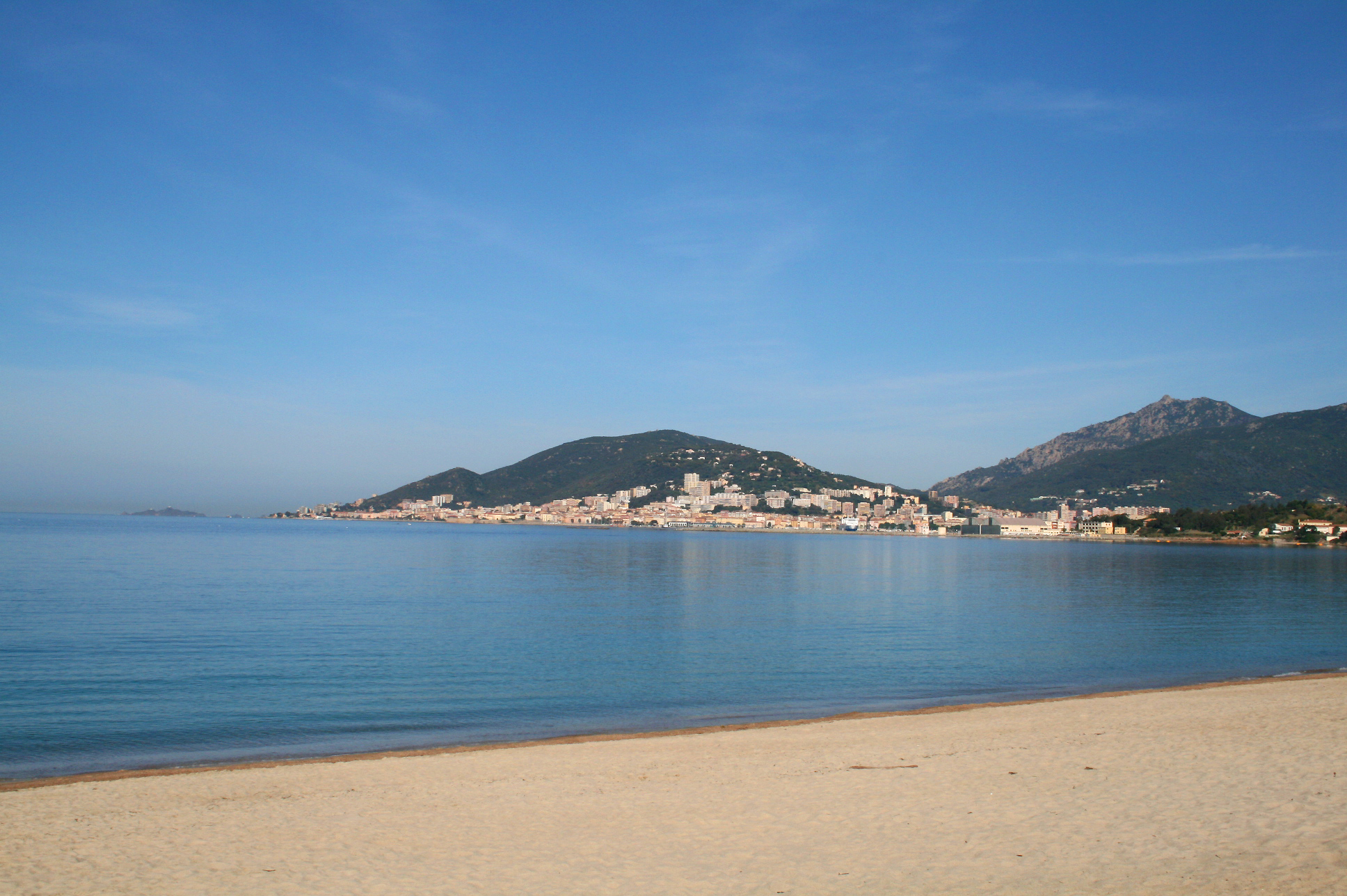
Platja
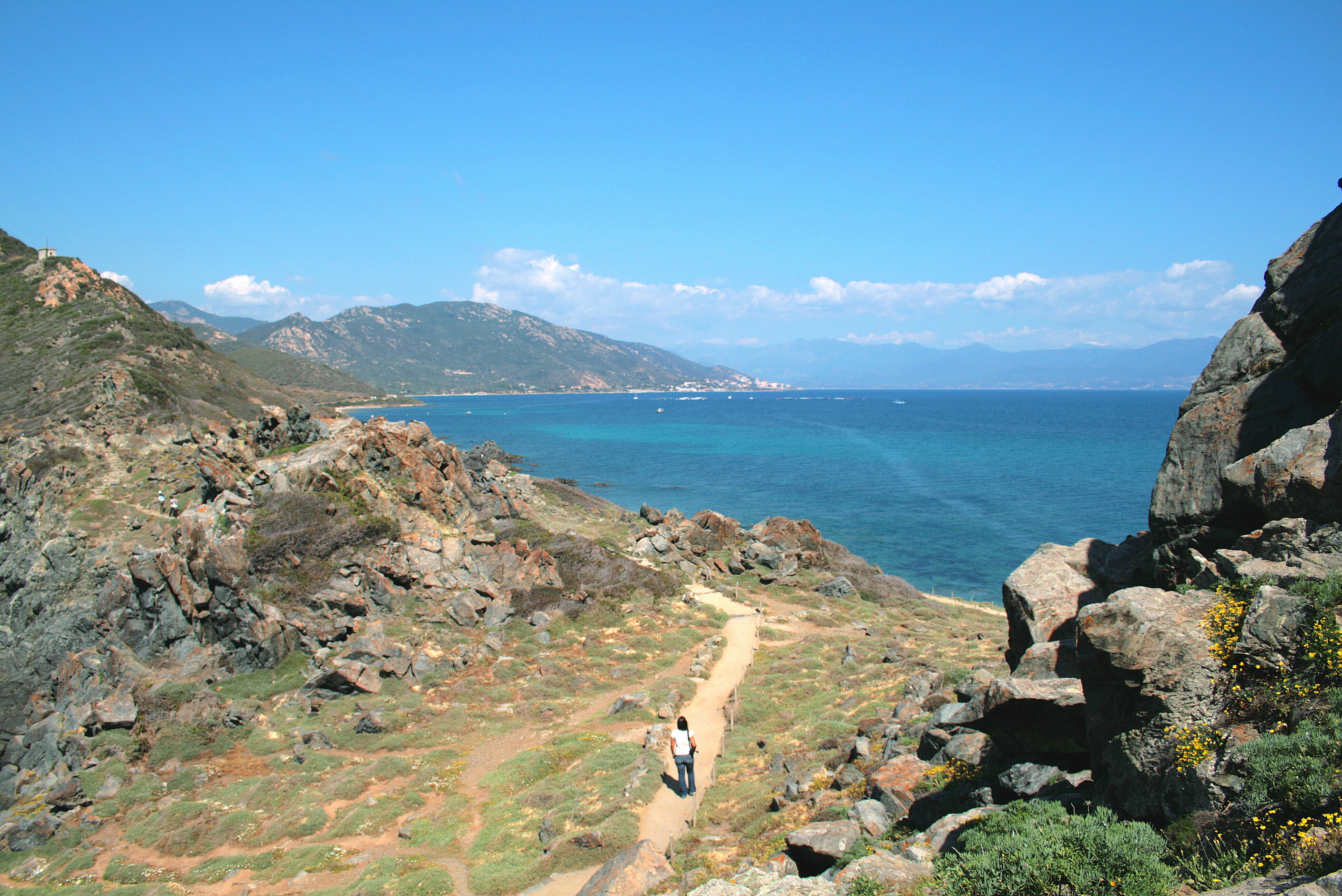
Golf d'Aiacciu